# ベンリナー
株式会社ベンリナー（英: BENRINER.CO.,LTD.）は、山口県岩国市に本社をおく調理器具製造メーカーである。

## 概要
社名にもなっている野菜スライサーベンリナーが主力で、1950年の創業以来の商品である。海外にも輸出され、取っ手付きとなった現在の形状を楽器のマンドリンにみたてられた同社のスライサーは、Japanese Mandolinと呼ばれている。
ベンリナーの派生商品として、菜麺器という名称の刺身のツマ製造器や、調理作業中の包丁から指先を守るハンドカバーなども製造している。

## 沿革
この会社の成り立ちは、創業者である山本宇之が1950年（昭和25年）に山口県岩国市にて、独自の考案による大根のケン突き器を製作した事から始まる。
1955年（昭和30年）に、考案した木製台枠のケン突き器および設立した会社の名称をベンリナーとし、主に旅館や料理店向けの業務用として販売した。

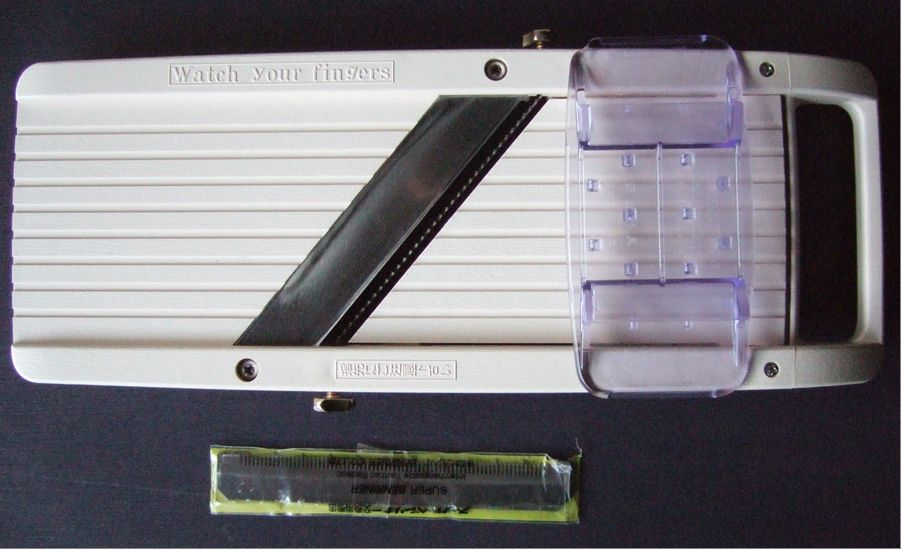
現在のベンリナー（安全器具付となった機種；下はスライス形状を変えるための替刃）
（2007年2月5日撮影）

その後、木製台枠に用いていたほおの木が国内伐採の進行により入手困難となった為、1969年（昭和44年）より、台枠をプラスチック製に変更した。同社によると、この頃より徐々に一般家庭にも使用されるようになったとされる。1973年（昭和48年）には使用時の負傷を防止する為の安全器具を装備し、スライス済みの野菜を収納する為の受け皿が付いた機種も発売された。
1982年（昭和57年）に、当時の厚生省（現在の厚生労働省）の外郭団体であるポリオレフィン等衛生協議会に加盟。